# Anthurium bogotense
Anthurium bogotense är en kallaväxtart som beskrevs av Heinrich Wilhelm Schott. Anthurium bogotense ingår i släktet Anthurium och familjen kallaväxter. Inga underarter finns listade.